# Festival de musique de La Chaise-Dieu
Le Festival de musique de La Chaise-Dieu est un festival de musique classique qui se déroule chaque année à la fin du mois d'août. Il est essentiellement consacré à la musique sacrée et se déroule principalement dans l'abbaye de La Chaise-Dieu. Créé en 1966, le festival a fêté en 2016 son 50e anniversaire.

## Historique
Georges Cziffra (1921-1994), célèbre pianiste hongrois, est à l’initiative d’un festival à La Chaise-Dieu, après avoir découvert l’abbatiale et son orgue, lors d’un séjour privé chez le docteur Georges Mazoyer et son épouse Suzanne. Accompagné de son fils, György Cziffra (1942-1981), chef d’orchestre, il donna plusieurs récitals et concerts à partir de 1966.
C'est Suzanne Mazoyer qui, lors d'un déplacement en voiture, vit l'abbatiale de La Chaise-Dieu et dit à son époux : c'est ici que doit se tenir le festival. Le mécanisme de l'orgue de l'abbatiale était alors en ruine et le maître Cziffra accepta, sur proposition des époux Mazoyer, de donner quelques concerts et de reverser les cachets perçus à la reconstruction du site. Le maître s'y produira longtemps encore.
L'arrivée en 1976 de Guy Ramona, et la constitution par plusieurs mélomanes d'une association pour poursuivre le Festival permet de donner un nouvel élan à la manifestation. Le nombre de concerts progresse régulièrement pour se stabiliser autour de 35 en l'Abbatiale Saint-Robert de La Chaise-Dieu, mais aussi dans d'autres lieux patrimoniaux de la région : les églises du Puy-en-Velay et son théâtre à l'italienne, l’église Saint-Jean d'Ambert, la basilique Saint-Julien de Brioude, l'église Saint-Georges de Saint-Paulien, l'église Saint-Gilles de Chamalières-sur-Loire. 
Guy Ramona dirigea le festival pendant 27 ans et lui donna son caractère définitif, n'hésitant pas à y présenter, parmi les premiers dans la réhabilitation du répertoire baroque, des œuvres contemporaines dirigées ou en présence de leurs compositeurs. 
En 2003, Jean-Michel Mathé prend la suite de Guy Ramona, qui reste néanmoins présent dans l'organisation du festival en devenant président de l'association gestionnaire jusqu'en 2009 où Jacques Barrot lui succède. Il en est actuellement, avec son épouse, le président d'honneur. 
Depuis 2010 le Festival investit également l'Auditorium Cziffra de La Chaise-Dieu, bâtiment inauguré lors de la 44e édition. Première étape du grand projet de rénovation des bâtiments conventuels de l’abbaye, l’auditorium Cziffra est idéal pour les récitals et la musique de chambre, et permet de proposer une programmation différente et plus intime (200 places) aux festivaliers.
Depuis 2019, la collégiale Saint-Bonnet de Saint-Bonnet-le-Château reçoit des concerts.

## Caractéristiques
Le festival, qui a lieu chaque été à la fin du mois d'août, revendique son identité profondément généraliste, proposant tous les styles, tous les genres et toutes les époques, de l'oratorio à la musique symphonique en passant par le répertoire choral, la musique de chambre le jazz et l'opéra. Insufflé par Guy Ramona et poursuivi par ses successeurs, cette particularité contribue à faire du Festival de La Chaise-Dieu une des manifestations les plus importantes de France. Des musiciens célèbres comme Georges Cziffra, Yehudi Ménuhin, Mstislav Rostropovitch, Ivry Gitlis, Augustin Dumay, Jean-Philippe Collard, Marielle et Katia Labèque, Jean-Claude Malgoire, Michel Corboz, William Christie, Maurice André, Marie-Claire Alain, Krzysztof Penderecki, etc. s'y sont produits.
C'est un des plus grands festivals symphoniques en France avec le festival de musique de Saint-Denis et le festival de Besançon.
Nommé en 2022, Boris Blanco dirige désormais le Festival de La Chaise-Dieu, impulsant plusieurs grands projets au long cours : intégrale des symphonies de Beethoven par Victor Julien-Laferrière et l'orchestre Consuelo, commande de grandes oeuvres sacrées, création d'une académie pour jeunes artistes, mise au répertoire de l'abbatiale Saint Robert d'opéras…